# Trinity (Karolina Północna)
Trinity – miasto w Stanach Zjednoczonych, w stanie Karolina Północna, w hrabstwie Randolph.